# MTV Hard Rock Live
MTV Hard Rock Live – album kanadyjskiego zespołu Simple Plan wydana w 2005 r. (dokładna data premiery to 29 września 2005).

## Lista utworów
1. Shut Up
2. Jump
3. Worst Day Ever
4. Addicted
5. Me Against The World
6. Crazy
7. God Must Hate Me
8. Thank You
9. Welcome To My Life
10. I'm Just A Kid
11. I'd Do Anything
12. Untitled (How Could This Happen To Me?)
13. Perfect
14. Crazy (Acoustic Version)